# Вуга
Златна вуга (лат. Oriolus oriolus) је птица певачица из породице вуга (Oriolidae).  Гнезди се у Европи, западном делу Азије и на северозападу Африке, а зимује у тропским пределима Африке.

## Опис
Мужјаци су жути са црним крилима, репом и црном линијом између очију и кљуна. Женке и младунци су зеленкасто-жуте боје.
Гнезди се у крошњама дрвећа, где проводи већину времена, тражећи инсекте и плодове. Снесе 3-6 јаја. Моногамна је птица.
Осим лепог певања, оглашава се и крештањем. 